# Salah Bouchaour
Salah Bouchaour est une commune de la wilaya de Skikda en Algérie.

## Géographie

### Localisation
La commune est située à 25 km sud de Skikda. Elle est traversée par l'oued Saf-Saf.
Des collines parsemées d'oliviers entourent cette vallée traversée par une rivière. Des vergers d'orangers s'allongent le  long de la rive. 

### Communes limitrophes
|                | Ramdane Djamel  |           |
| Emdjez Edchich | Salah Bouchaour | El Ghedir |
| El Harrouch    |                 | Zerdaza   |

### Localités rattachées à la commune
Les mechtas (hameaux) suivants:    
- Boudemkha
- Chadi
- Dahaïra
- Djebel Makcem
- Fayd Enkhal
- Ghab El medaoura
- Koudiet R'Mel
- Oued leksab
- Oum lem'iz
- Sahki Ahmed
- Sattah
- Siaïra

### Toponymie
À l'origine, le lieu où a été bâti le village colonial nommé Gastonville était une mechta (hameau) dénommée Dir Ali. Le nom actuel de la commune a été donné en 1964 d'après le nom du Martyr Salah Bouchaour. 

## Histoire
Au début de la conquête française de l'Algérie, sur la rive gauche du oued Saf-Saf, à 25 kilomètres de Skikda (ex-Philippeville) se trouvait une mechta (hameau) connue sous le nom de Dir Ali. Sa situation stratégique fait adopter Dir Ali comme campement d'étape par les autorités militaires.
D'abord simple garnison en 1847, des colons s'y sont installés pour former un village sous le nom de Gastonville. En effet, une ordonnance royale du 16 novembre 1847, constituait un territoire de 570 hectares, avec un village pouvant recevoir 40 familles. 
Depuis 1964, la commune porte le nom de Salah Bouchaour, un Moudjahid né le 10 octobre 1931 à Fedj Dahaïra, un douar entre la daïra d'El Harrouch et la commune de Salah Bouchaour.